# جون ر. هارجروف
جون ر. هارجروف (بالإنجليزية: John R. Hargrove)‏ هو محامي أمريكي، ولد في 20 يناير 1947.